# Марта (річка)
Ма́рта (крим. Marta) — річка в Україні, у Бахчисарайському районі Автономної Республіки Крим. Права притока Качі (басейн Чорного моря).

## Опис
Довжина річки 21 км, похил річки — 12 м/км. Площа басейну 76,3 км². Формується притоками, багатьма безіменними струмками та водоймами.

## Розташування
Бере початок на південній стороні від хребта Славенського (531,0 м). Спочатку тече переважно на північний захід листяним лісом між горами Мулга (699,1 м) та Улу-Чахил (540,5 м), а далі біля Бешуйської балки повертає на південний захід і тече між горами Вольська (485,6 м), Ченка (496,0 м) та Великий Бугор (366,8 м), через село Верхоріччя (до 1944 року — Бія-Сала, крим. Biya Sala, рос. Верхоречье)  і впадає у річку Качу.
Найбільші притоки: Яникер (права), Фінарос (ліва).